# 塔米·格兰姆斯
塔米·格兰姆斯（英語：Tammy Grimes，1934年1月30日—2016年10月30日），女，美国演员、歌手。曾获得托尼奖最佳话剧女主角。